# Codelobster
Codelobster — условно-бесплатная интегрированная среда разработки приложений (IDE) для создания веб-приложений на языке PHP, которая также поддерживает JavaScript, HTML и CSS.
В бесплатной ("Free") версии доступен редактор с подстветкой синтаксиса и автодополнением, менеджер проектов, а также PHP дебаггер.
В платной ("Professional") версии среди прочего дополнительно доступны инструменты для работы с SQL, заявлена поддержка node.js, а также плагины для:
- AngularJS
- Backbone.js
- Bootstrap
- CakePHP
- CodeIgniter
- Drupal
- Ember.js
- JQuery
- Joomla
- Laravel
- Magento
- Meteor JS
- Phalcon PHP
- Smarty
- Symfony
- VueJS
- WordPress
- Yii